# Hugo z Austrasie
Hugo z Austrasie také Chucus (6. století? - po roce 623?) byl franský aristokrat a v letech 617 až 623 majordomus královského paláce v Austrasii. Byl předchůdcem Pipina z Landenu. a otcem Hugoberta, senešala a hraběte merovejského královského dvora za vlády Theudericha III. a Childeberta III.
Hugo je zmíněn v závěti svatého Bertechramna a také Fredegarově kronice. Ačkoli žádný z dokumentů nezmiňuje jeho potomky, je několik pozdějších franských aristokratů, kteří měli stejné jméno nebo odvozeniny tohoto jména a jsou považováni za jeho potomky. Mezi nimi je i senešal Hugobert. Jistá potíž je v tom, že Hugobert byl z Neustrie, zatímco Hugo pocházel z Austrasie. Historik Christian Settipani poukazuje na skutečnost, že senešal Hugobert měl dceru Regintrudu, matku Hugoberta, vévody z Bavorska a předpokládá, že senešal by mohl být Waldebertův syn.